# Friedrich Anton Daniel Hilbert
Friedrich Anton Daniel Hilbert († nach 1875) war ein sächsischer Politiker.

## Leben
Hilbert besaß das Erblehnrichtergut in dem erzgebirgischen Waldhufendorf Ansprung bei Marienberg. Er übte dort das Amt des Erblehnrichters aus. Im 12. bäuerlichen Wahlkreis wurde er 1848 zum Abgeordneten in der II. Kammer des Sächsischen Landtags gewählt. Auf dem nach dem liberalen Wahlrecht vom 15. November 1848 gewählten Landtag 1849 vertrat er den 55., 56. und 57. Wahlbezirk in der I. Landtagskammer. Hilbert wird den linken Kräften zugeordnet. Nach dem Wiederinkraftsetzen des alten Wahlrechts, nahm er auf den Landtagen 1850/51 bis 1854/55 wieder das Abgeordnetenmandat in der II. Kammer wahr. Vor dem Landtag 1857/58 wurden in seinem Wahlkreis Gottlob Friedrich Göhler zum Abgeordneten und Hilbert zum stellvertretenden Abgeordneten gewählt. Mit Verweis auf seine wirtschaftliche Lage lehnte er diese Wahl ab. Er führte aus, dass er sein Bauerngut selbst bewirtschafte und nicht zu entbehren sei. Weiter argumentierte er, dass es einem stellvertretenden Abgeordneter sehr ungewiss wäre, ob, wann und wie lange eine Abwesenheit zum Landtag erforderlich ist. Der ihm in der Landtagssitzung vom 24. November 1857 beipflichtende Abgeordnete Karl Friedrich Wilhelm Heyn ergänzte, dass Hilbert ab dem Landtag dem Landtag 1850/51 immer wieder von Nervenfieber befallen war, sodass langwierige und kostspielige Behandlungen in der Diakonissenanstalt Dresden notwendig waren. Durch Abstimmung in der Kammer wurde Hilbert aus dem stellvertretenden Abgeordnetenmandat entlassen. In einer notwendig Nachwahl wurde Karl Heinrich Haselbach zum stellvertretenden Abgeordneten des Wahlkreises bestimmt. Bis 1870 gehörte Hilbert dem Verwaltungsrat des Landwirtschaftlichen Kreditsvereins im Königreich Sachsen an. 1873 und 1875 wird er unter den Geschworenen des Geschworenengerichtsbezirks Chemnitz geführt.